# Пупцево (Молоковский район)
Пупцево — деревня в Молоковском районе Тверской области, входит в состав Молоковского сельского поселения.

## География
Деревня расположена в 13 км на север от районного центра посёлка Молоково.

## История
В 1670 году в селе Пупцево была построена деревянная Григорьевская церковь с 2 престолами, метрические книги с 1780 года.
В конце XIX — начале XX века село входило в состав Делединской волости Весьегонского уезда Тверской губернии.
С 1929 года деревня входила в состав Горского сельсовета Молоковского района Бежецкого округа Московской области, с 1935 года — в составе Калининской области, с 2005 года — в составе Молоковского сельского поселения.

## Население
| 1859 | 2008 | 2010 |
| ---- | ---- | ---- |
| 122  | ↘15  | ↘12  |